# Ansiedad ante los exámenes
Ansiedad por pruebas es una combinación de excitación fisiológica excesiva, tensión y síntomas somáticos, junto con la preocupación, el miedo, el miedo al fracaso, y catastrofismo, que se producen antes o durante situaciones de prueba. Es una condición fisiológica en donde personas experimentan tensión extrema, ansiedad, e incomodidad durante y/o antes de tomar una prueba. Esta ansiedad crea barreras significativas al aprendizaje y rendimiento. Los estudios sugieren que los niveles altos de aflicción emocional tienen una correlación directa a rendimiento académico reducido y tasas de deserción más altas en general. La ansiedad de prueba puede tener consecuencias más grandes, negativamente afectando un estudiante social, desarrollo emocional y conductas, así como sus sentimientos acerca de sí mismos y la escuela.
Los estudiantes altamente ansiosos tienen una puntuación de alrededor de 12 % por debajo de sus pares con ansiedad baja. Se ha estudiado formalmente desde principios de 1950 empezando por los investigadores George Mandler y Seymour Sarason. El hermano de Sarason, Irwin G. Sarason, a continuación, contribuyó a la investigación temprana de la ansiedad ante los exámenes, aclarando la relación entre los efectos enfocadas de ansiedad ante los exámenes, otras formas centralizadas de la ansiedad, y la ansiedad generalizada.
Esta ansiedad también puede ser señalada anticipatoriamente ansiedad, evaluación o ansiedad situacionales ansiedad.  Un poco de ansiedad es normal y suele ser útil para mantenerse mentalmente alerta y físicamente. Cuándo uno experimenta demasiada ansiedad, aun así,  pueda resultar en aflicción emocional o física, dificultad que desconcentra, y preocupación emocional. El rendimiento inferior surge no debido a problemas intelectuales o preparación académica pobre, sino por situaciones creadas como un sentido de amenaza para aquella prueba de experimentar ansiedad; la ansiedad que resulta del sentido de la amenaza entonces interrumpe atención y función de memoria. Los investigadores sugieren que entre 25 y 40 % de ansiedad de prueba de experiencia de estudiantes. Alumnado con discapacidades y alumnado en clases de educaciones dotadas tienden a experimentar índices altos de ansiedad de prueba. Alumnos que experimentan ansiedad de prueba tienden a ser fácilmente distraídos durante una prueba, experimentar dificultad con la comprensión de las instrucciones relativamente simples, y tienen problemas para organizar o recuperar información relevante.

## Signos y síntomas

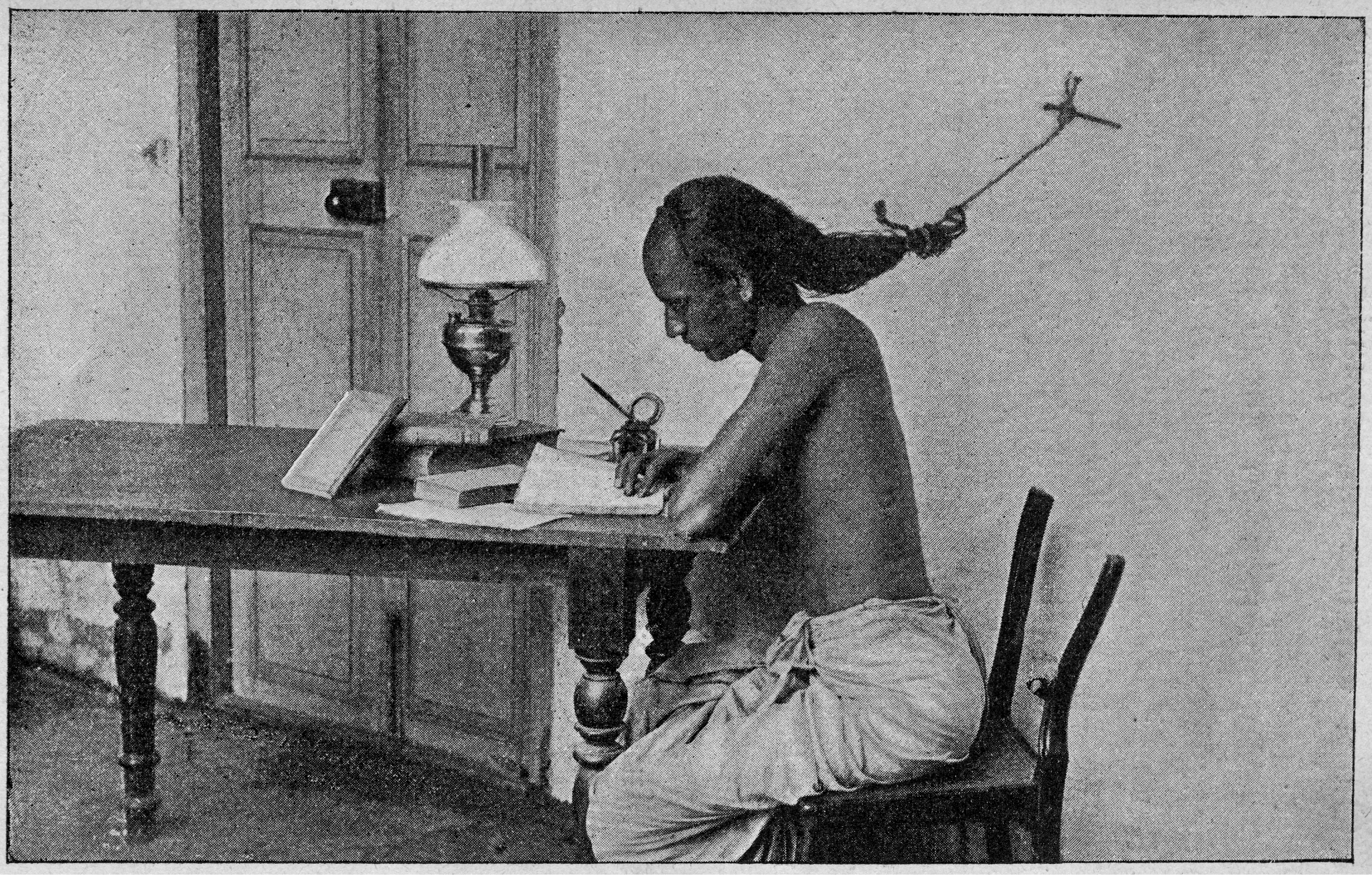
Un estudiante de la Universidad de Madras, con su cabello ligado a un clavo en la pared, para impedirle el descenso por dormirse (1905)

Los investigadores creen que los sentimientos de ansiedad surgen para preparar una persona para amenazas. En humanos, síntomas de ansiedad están distribuidos a lo largo de un continuum y niveles de síntoma diferente de ansiedad pronostican resultados. Las respuestas constan de ritmo cardíaco aumentado, secreción de hormona de la tensión, inquietud, vigilance, y miedo de un entorno potencialmente peligroso. La ansiedad prepara el cuerpo físicamente, cognitiva, y comportacionalmente para detectar y tratar amenazas a la supervivencia. Como resultado, el cuerpo de una persona empieza a hiperventilar para dar más oxígeno introduciéndolo al torrente sanguíneo, desvíando sangre a músculos, y sudor para enfriar la piel. En individuos, el grado al cual una respuesta de ansiedad está desarrollada está basado en la probabilidad de las cosas malas que pasan en el entorno y la capacidad de soportarles por el sujeto. En el caso de prueba tomar, esto podría ser un examen de fallar grado que impide el estudiante de ser aceptado a un correo-institución secundaria. Las creencias de una persona sobre sus propias competencias es una forma de autoconocimiento, el cual juega una función importante en analizar situaciones que podría ser amenazante. Cuándo una persona tiene sentimientos de baja valoración sobre sus capacidades probablemente pueden anticipar resultados negativos como fracaso, bajo condiciones inciertas. Así, las situaciones evaluadoras que incluyen pruebas y exámenes, se perciben muy amenazantes por estudiantes que tienen bajas competencies.
Hay una diferencia entre desórdenes de ansiedad generalizada (GAD) y ansiedad de prueba. El GAD se caracteriza por "rasgos de ansiedad" que resultan en una persona que experimenta niveles altos de tensión a través de una gama ancha de situaciones. En contraste, las personas con ansiedad de prueba tienen una "ansiedad de estado" resultando en niveles altos de nerviosismo concreto a las pruebas.
Los síntomas de ansiedad de prueba pueden variar de moderados a severos. "Alumnado exhibiendo síntomas moderados son todavía capaces de actuar relativamente bien en exámenes. Otro alumnado con ansiedad severa a menudo sufre ataques de pánico."
Los síntomas físicos comunes incluyen: dolor de cabeza, estómago trastornado, miedo, pavor, respiración rápida, sudación, estimulación o inquietud, llanto, pensamiento acelerado y quedarse en blanco.
Durante estados de emoción o tensión, el cuerpo libera adrenalina. La adrenalina es sabida de causar síntomas físicos que acompaña a la ansiedad de prueba, como ritmo cardíaco aumentado, sudor, y respiración rápida. En muchos casos la adrenalina es una cosa buena. Es útil cuándo se tratan situaciones estresantes, asegurando alerta y preparación. Pero para otras personas los síntomas son difíciles o imposibles de manejar, haciéndolo imposible para centrarse en pruebas.
Ansiedad de prueba consta de:
- Sobreexcitación fisiológica – a menudo denominado emocionalidad. Los signos somáticos como señales incluyen dolor de cabeza, dolor de estómago, náusea, diarrea, excesivo sudor, respiración entrecortada, ligeros dolores de cabeza, desmayo, taquicardia, boca seca. Ansiedad de prueba también puede dirigir a ataques de pánico, en qué el estudiante puede tener un miedo intenso repentino, respiración dificultosa, e incomodidad extrema.

- Preocupación y pavor – mala adaptación a cogniciones. Esto incluye expectativas de muerte y oscuridad, miedo al fracaso, pensamientos aleatorios, sentimientos de inadequacy, self-condemnation, negativos self-charla, frustración y comparando oneself unfavorably a otros.

- Cognitivo/Conductista – falta de concentración, "queda en blanco" o "se congela" confusión y mala organización. La incapacidad para concentrarse genera potenciales problemas en su funcionamiento en pruebas. Agitarse, evasión absoluta de la prueba. Los estudiantes a menudo informan de "quedarse en blanco" a pesar de que han estudiado lo suficiente para la prueba.[25]

- Emocional – autoestima baja, depresión, rabia, y un sentimiento de desesperanza.[25]